# Michael Gira
Michael Rolfe Gira (Los Angeles, 19 de fevereiro de 1954) é um cantor-compositor, autor e multi-instrumentista americano. Ele é o líder da banda Swans e Angels Of Light. Também é o fundador da gravadora Young God Records.
Mais conhecido por seu papel como fundador e co-líder da banda de rock experimental Swans, Michael Gira fez questão de não trabalhar muito com seu próprio nome (pelo menos musicalmente - ele publicou e fez regularmente shows de spoken word) , preferindo criar e liderar vários projetos, além de produzir outros músicos. Mesmo depois que o Swans chegou ao fim, seus vários trabalhos musicais foram feitos em grupos, como o The Body Lovers/The Body Haters e o Angels of Light, que ele liderou. Apesar disto, Gira teve alguns lançamentos anunciados como trabalhos individuais.

## Biografia

### Vida Pessoal
Michael Rolfe Gira nasceu em 19 de fevereiro de 1954 em Los Angeles, Califórnia, filho de Alice née Shulte, originalmente de Iowa, e Robert Pierre Gira.Sua mãe era alcoólatra e Gira passou grande parte de sua de sua vida cuidando de seu irmão mais novo. Gira comentou que seus pais "não estavam por perto" durante sua infância.
Na adolescência, Gira foi preso na Califórnia várias vezes por pequenos delitos. Enfrentando o risco de ser confinado em um centro de detenção juvenil, ele se mudou com seu pai para a Alemanha após uma curta estadia em South Bend, Indiana.  Enquanto na Alemanha, Gira fugiu e viajou de carona pela Europa, morou em Israel por um ano e passou quatro meses e meio em uma prisão em Jerusalém por vender haxixe. Ele completou 16 anos de idade enquanto estava preso.
Voltando à Califórnia por volta de seus dezessete anos, Gira trabalhou em uma padaria no Redondo Beach Pier, conseguiu seu diploma, foi para a faculdade comunitária e depois cursou na Otis College of Art and Design em Los Angeles. Ele se mudou para Nova York em 1979, onde tocou em uma banda chamada Circus Mort, antes de formar a banda Swans. Em Manhattan, Gira encontrou um emprego como operário de construção.

### Swans
Inicialmente, a sua música era conhecida por brutalidade sónica e letras misantrópicas. Depois da adição da cantora, compositora e teclista Jarboe, que apareceu primeiro no single de 1986  "Time Is Money (Bastard)" e estreando a solo como compositora em 1987 com o álbum Children of God, os Swans começaram a incorporar linhas melódicas mais intrínsecas na sua música. Michael Gira manteve-se como o único membro da banda constante tirando o guitarrista Norman Westberg até à sua dissolução em 1997.
Em 2010, Gira re-formou a banda sem Jarboe, estabelecendo um lineup estável de músicos que fizeram tournés mundiais e editaram vários discos aclamados pela crítica. A iteração do grupo tocou nos seus últimos concertos em Novembro de 2017, terminando numa tourné em suporte do seu álbum final The Glowing Man. Nos últimos anos, Gira tem vindo a reinventar os Swans, com uma formação rotativa.

### Carreira solo e Angels Of Light

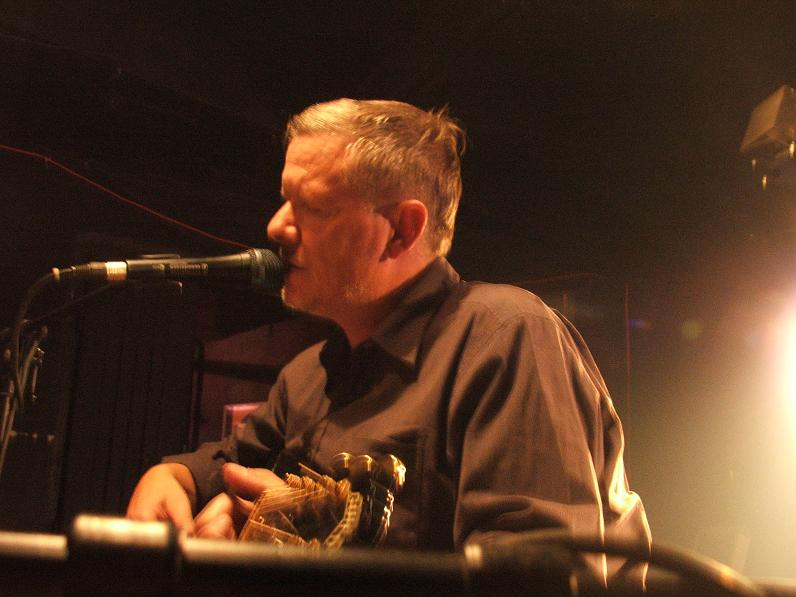
Angels of Light (Michael Gira com Akron/Family durante um concerto em Varsóvia, Polônia, 8 de Outubro de 2005

Depois de dissolver o Swans em 1997, Gira lançou um álbum solo com seu próprio nome e começou uma nova direção musical com o Angels of Light, que é uma banda mais silenciosa e mais acústica do que o Swans.
Gira também passou um tempo experimentando com paisagens sonoras, gravações de campo e loops com o projeto The Body Lovers / The Body Haters. Ele também lançou vários álbuns em seu próprio nome, incluindo Drainland (1995), um de spoken word chamado The Somniloquist (2000) e What We Did (2001), uma colaboração com Windsor para Dan Matz , vocalista do Derby.
Gira fundou sua própria gravadora, Young God Records, que lançou álbuns de artistas como Devendra Banhart, Mi e L'au e Akron / Family, além de catálogos do Swans, The Angels of Light e The Body Lovers.
Akron / Family serviu como banda de apoio de Gira durante as gravações e turnês do álbum de 2005 dos Angels of Light, The Angels of Light, Sing 'Other People'
Gira falou de sua decisão de mudar seu foco do Angels of Light para o Swans por ter se esgotado criativamente. Ele afirmou: "Eu estive com essa banda Angels of Light por treze anos, e alcançei um tipo de impasse com isso, como se eu tivesse atingido um limite com o Swans quando interrompi a banda inicialmente.

### Obras Literárias
A primeira coleção de contos de Gira, The Consumer (ISBN 1-880985-26-8), foi publicado em 1995 pela 2.13.61 publications do Henry Rollins. É dividido em duas partes, a primeira sendo "The Consumer", uma série de contos do início dos anos 90, e a segunda "Various Traps, Some Weaknesses", composta principalmente de prosa-poemas e vinhetas, todas datadas de 1983 à 1986. (Muitas dessas histórias já haviam sido publicadas anteriormente pela SST Records como Selfishness, com ilustrações de Raymond Pettibon.) As histórias contêm muitas imagens e cenas perturbadoras, incluindo incesto, perda de identidade, assassinato, auto-ódio, estupro e deterioração física e mental.
Em fevereiro de 2018, Gira lançou sua segunda coleção de contos, The Egg. Limitado a 2.500 cópias assinadas à mão, o The Egg compila dezessete contos escritos ao longo de 2016. Incluído com o lançamento está um disco que contém narrações de um punhado de histórias do The Egg, bem como algumas do The Consumer.

## Discografia

### Com a banda Circus Mort
• Circus Mort [EP] (1981)

### Carreira solo
| Ano  | Título                                                 | Gravadora                      |
| ---- | ------------------------------------------------------ | ------------------------------ |
| 1985 | A Diamond Hidden in the Mouth of a Corpse (compilação) | Giorno Poetry Systems          |
| 1988 | Shame, Humility, Revenge                               | Product Inc.                   |
| 1995 | Drainland                                              | Sub Rosa/Alternative Tentacles |
| 1999 | Jarboe Emergency Medical Fund (ao vivo)                |                                |
| 2000 | Somniloquist                                           | Young God Records              |
| 2001 | What We Did (com Dan Matz)                             | Young God Records              |
| 2001 | Solo Recordings at Home                                | Young God Records              |
| 2002 | Living '02                                             | Young God Records              |
| 2004 | I Am Singing To You from My Room                       | Young God Records              |
| 2006 | Songs for a Dog                                        | Lumberton Trading Co.          |
| 2010 | I Am Not Insane                                        | Young God Records              |
| 2016 | I Am Not This                                          | Young God Records              |

### Com a banda Angels of Light
| Ano  | Título                                            | Gravadora         |
| ---- | ------------------------------------------------- | ----------------- |
| 1999 | New Mother                                        | Young God Records |
| 2001 | How I Loved You                                   | Young God Records |
| 2002 | We Were Alive (ao vivo)                           | Young God Records |
| 2003 | Everything Is Good Here/Please Come Home          | Young God Records |
| 2005 | The Angels of Light Sing Other People             | Young God Records |
| 2005 | Akron/Family & Angels of Light (com Akron/Family) | Young God Records |
| 2007 | We Are Him                                        | Young God Records |

### Com a banda The Body Lovers/The Body Haters
• Number One of Three (Young God Records, 1998)